# Cissus aralioides
Cissus aralioides ist eine Pflanzenart in der Familie der Weinrebengewächse aus dem Sudan bis in zentrale und westliche Afrika.

## Beschreibung
Cissus aralioides wächst als kletternder, mehr oder weniger verholzender Strauch an anderen Bäumen, mit Hilfe von einfachen oder zweiteiligen Ranken, viele Meter hoch empor. Die Sprossachsen sind fast kahl und die Stämme sind im unteren Bereich bis 7–8 Zentimeter dick.
Die gestielten Laubblätter sind zusammengesetzt handförmig, mit 3–9 fast kahlen Blättchen. Der schlanke, fast kahle Blattstiel ist bis 10–15 Zentimeter lang. Die kurz gestielten, leicht ledrigen und ganzrandig bis entfernt gezähnten oder schwach gekerbten, gesägten, spitzen bis zugespitzten, geschwänzten oder bespitzten Blättchen sind eiförmig bis verkehrt-eiförmig oder elliptisch, länglich bis lanzettlich. Die Blättchen sind bis zu 18–20 Zentimeter lang und bis 8 Zentimeter breit. Die Blättchenstiele sind bis 2,5 Zentimeter lang. Die kleinen Nebenblätter sind abfallend.
Es werden bis etwa 10 Zentimeter lange und zusammengesetzte und rispige, schwach behaarte Blütenstände gebildet. Die sehr kleinen, vierzähligen und gestielten, rötlichen Blüten besitzen eine doppelte Blütenhülle. Es sind sehr kleine Trag- und Deckblätter vorhanden. Der sehr kleine, etwa 2,5 Millimeter lange, napfförmige und undeutlich gelappte Kelch ist mehr oder weniger weich behaart. Die Petalen sind kahl und 2,5–3 Millimeter lang. Es sind 4 leicht vorstehende Staubblätter vorhanden. Der kahle, kugelige Fruchtknoten ist oberständig mit kurzem und pfriemlichem Griffel.
Es werden einsamige, rundliche bis eiförmige und kahle, bis 3 Zentimeter lange, bläulich-violette bis purpurne Beeren mit beständigem Kelchnapf gebildet. Der glatte Samen, mit einem kleinen Kamm, ist bis 1,5 Zentimeter lang und seitlich leicht abgeflacht.

## Verwendung
Die Früchte sind roh oder gekocht essbar.